# 소별리
《소별리》(小别离)는 2016년 방송되었던 중국의 드라마이다.

## 소개
- 아이들의 진학, 유학, 사춘기에 관한 이야기를 그린 드라마

## 등장 인물
- 황레이 - 팡위안 역
- 하이칭 - 샤오환시 역
- 장쯔펑 - 팡둬둬 역
- 주원원 (朱媛媛) - 우지아니 역
- 한청 (韓青) - 진즈밍 역
- 자오진마이 - 진친친 역
- 왕준 (汪俊) - 장량종 역
- 진소운 - 체나 역
- 호선후 (胡先煦) - 장샤오닝 역
- 장위천 (Jessie Chiang) - 저우지아청 역
- 천슈 - 천지에 역
- 우쥔메이 - 안니 역
- 왕희 (Heidi Wong) - 우팡니 역
- 왕쥔카이 - 리샹 역
- 왕위안 - 왕준 역
- 이양첸시 - 쑹윈저 역